# あいざわ遥
あいざわ 遥（あいざわ はるか）は、日本の女性漫画家。千葉県在住。

## 略歴
- 1987年 - 『Opening』で第23回S・B（シーズン・ベスト）賞次席を獲得しデビュー（1987年『りぼんオリジナル』春の号掲載、『りぼん新人まんが傑作集第6集』および本人単行本『制服のBOY』に収録）。

## 作品リスト
- 制服のBOY（1990年）
- 君におくるエール（1991年）
- ガラス色のBOY（1991年 - 1992年、全2巻）
- 一輪の花束（1993年）
- お砂糖缶づめ（1993年 - 1994年、りぼんオリジナル、りぼん全2巻）
- キヨシとこの夜（1994年）
- 天使にお願い（1995年）
- 花を咲かそう（1996年）
- 次回を楽しみに（1997年）
- お姫様と花と蝶（1997年）
- ラフィアのリボン（1998年）
- キスの髪飾り（1998年）
- オレンジ紅茶（1999年）
- ビーズの指輪（1999年）
- モザイクの魚（2000年）
- カラフル・パレット（2001年 - 2005年、Cookie、全5巻）※2009年に新装版として全3巻発行
- リネンとガーゼ（2009年 - 2010年、全4巻）
- 誰もしらない庭（2012年 - 2013年、全1巻）
- まんまるポタジェ（『YOU』2015年2月号[2] - 2018年11月号[3]→『ザ マーガレット』2019年2月号[4] - 2019年12月号、全12巻）
- まんまるポタジェⅡ -ハナ小学生編-（『ザ マーガレット』2020年2月号 - 2021年春号[5]、全3巻）
- 長森くんの結婚（『Cookie』2020年5月号 - 7月号、2021年9月号[6] - 2022年1月号[7]）
- まんまるポタジェⅡ 番外編（『ザ マーガレット』2021年夏号)
- カケルのカケラ（『ザ マーガレット』2022年春号）
- 魔女のてしごと[8]（『Cookie』2022年11月号）
- 魔女のてしごと〜ゴールデンイエローのしずく〜（『Cookie』2023年3月号[9]、2023年5月号[10]） - 前後編読み切り[9]
- 薔薇なまいにち（『Cookie』2023年11月号[11] - 2025年5月号[12]）

## 挿絵・イラスト

### 小説
- 藍あずみ 『暗号「ネコ・ネコ・ネコッ」』 (1995年7月、コバルト文庫)
- 倉本由布 『約束　大姫・夢がたり』 (1996年4月、コバルト文庫)
- 倉本由布 『きっとはなさない〜安土夢紀行〜』 (1997年9月、コバルト文庫)
- 倉本由布 『きっと見つめてる〜安土夢紀行〜』 (1997年12月、コバルト文庫)
- 倉本由布 『きっと迷わない〜大和夢紀行〜』 (1998年3月、コバルト文庫)
- 倉本由布 『きっと始まる〜安土夢紀行〜』 (1998年9月、コバルト文庫)
- 倉本由布 『きっとひとりじゃない〜鎌倉夢紀行〜』 (1998年12月、コバルト文庫)
- 倉本由布 『きっと信じてる〜安土夢紀行〜』 (1999年2月、コバルト文庫)
- 倉本由布 『きっと振りむかない〜飛鳥夢紀行〜』 (1999年12月、コバルト文庫)